# Angelo Teodoro Villa
 (juillet 2024).
Pour les articles homonymes, voir Villa (homonymie).
Angelo Teodoro Villa, né en 1723 et mort en 1794, est un helléniste italien.

## Biographie
Angelo Teodoro Villa naît en 1723, dans un bourg du Pavesan, d’une famille originaire de Milan. La manière brillante dont il termine ses études lui mérite la bienveillance du comte Carlo Giuseppe di Firmian, zélé protecteur des lettres. Sur la recommandation de ce seigneur, il est pourvu de la chaire d’éloquence et de grec à l’université de Pavie. L’abbé Villa remplit cet emploi avec la plus grande distinction. Il partage son temps entre ses devoirs et le culte des Muses, et meurt en 1794, à un âge avancé. C’est à lui que l’on doit la publication de la Bibliot. degli volgarizzatori de Filippo Argelati. Les corrections et les additions nombreuses dont il enrichit cet ouvrage en forment le tome 5.

## Œuvres
Indépendamment d’une foule d’opuscules dans la Raccolta Milanese, dont il est l’un des fondateurs, on cite de lui :
- le poème de Coluthos sur l’enlèvement d’Hélène, traduit en vers italiens, avec le texte grec, revu et corrigé d’après un manuscrit de la Bibliothèque Ambrosienne, Milan, 1749, in-8°. Cette édition fut reproduite en 1753, avec un nouveau frontispice, et augmentée de la traduction des harangues de Gorgias et d’Isocrate, et de l’idylle de Théocrite relative à Hélène. Elle est précédée d’une dissertation sur la culture des lettres grecques à Milan ; l’auteur y passe en revue les savants qui répandirent tant d’éclat sur cette ville dès le 15e siècle, tels que Manuel Chrysoloras, Démétrios Chalcondyle, François Philelphe, etc., et y jette un coup d’œil rapide sur l’origine de la Bibliothèque Ambrosienne et ses accroissements successifs.
- Des traductions in versi sciolti de la Consolation à Livie sur la mort de Drusus, par Albinovanus Pedo ; du Noyer et de quelques épîtres d’Ovide dans le tome 31, et de quelques comédies de Plaute dans le tome 37 du Corpus omnium poetarum latinor., Milan, 1731-1765, in-4°. Avant 1767, il avait terminé des traductions in versi sciolti de Tryphiodore, de Phocylide, de l’Alexipharmaque de Nicandre, etc. ; mais le succès des versions de Antonio Maria Salvini l’empêcha de publier ce qu’il en avait traduit. Il avait entrepris aussi la traduction de l’Odyssée d’Homère in ottava rima ; mais il abandonna ce travail au quatrième livre, en souhaitant qu’un écrivain plus habile et plus laborieux voulût enfin se charger de faire connaître à la nation italienne les beautés simples et naturelles d’Homère, dans une bonne traduction en prose.
- Orationes academicæ, Pavie, 1778-1780, in-8° ;
- Lezioni d’eloquenza, etc., ibid., 1780, in-8°. Cet ouvrage est divisé en trois parties. La première est une introduction à l’étude de l’éloquence ; la seconde en contient l’histoire, et la troisième les préceptes.
- De studiis litterariis Ticinensium ante Galeatium II vice-comitem, ibid., 1782, in-8°. L’auteur y combat l’opinion accréditée par plusieurs savants que l’université de Pavie reconnaît Charlemagne pour son fondateur. Si par université l’on veut entendre une école publique, Villa prouve que Pavie en possédait une longtemps avant le règne de ce prince, mais si l’on attache à ce mot son véritable sens, il démontre que Pavie n’a pas eu d’université avant l’année 1361. Cette dissertation est citée avec éloge par Girolamo Tiraboschi dans la Storia della letteratura italiana, t. 3, p. 169.